# Gone with the Blastwave
Gone with the Blastwave ist ein englischer Webcomic von Kimmo Lemetti, der seit dem 2. Februar 2005 sporadisch veröffentlicht wird. Thematisiert wird der schon lange andauernde Krieg zwischen drei Fraktionen in einer postnuklearen Welt. Der Comic hat keinen vollständig chronologisch ablaufenden Handlungsstrang, vielmehr besteht er aus einer Sammlung von Kurzgeschichten, die allesamt eine A4-Seite umfassen. Untereinander hängen die Kurzgeschichten eher lose zusammen, werden aber stets mit einem Rautenzeichen nummeriert (z. B. #1. Why do we fight?)
Derzeit gibt es insgesamt eigenständige 81 Seiten. (Stand: Januar 2025)
Der Comic bedient sich vieler künstlerischer Mittel, insbesondere des Schwarzen Humors oder der Ironie, so wird unter anderem über den Tod zweier Figuren durch einen herabfallenden Panzer gelacht.

## Handlung
In einer vom Krieg mitgenommenen und von Kernwaffen zerstörten Stadt wandern zwei Soldaten der Roten Armee (die „Roten“), genannt Sniper (zu deutsch: Scharfschütze) und Pyro (zu deutsch: militärischer Pyrotechniker) alleine umher. Bereits in der ersten Kurzgeschichte mit dem Titel Why do we fight? fragt Sniper seinen Kameraden, warum sie eigentlich kämpfen. Pyro antwortet darauf „To win the war“ („Um den Krieg zu gewinnen“). Sniper gibt sich mit der Antwort zufrieden. Aus #2. und #3. geht hervor, dass beide Soldaten ihre zugewiesenen Befehle vergessen haben und nur aus Langeweile Soldaten feindlicher Armeen töten. So schießt Sniper aufwändig das Atemgerät eines Soldaten der Blauen Armee (die „Blauen“) kaputt, sodass dieser in weiterer Folge an Giftgas stirbt. In #5. macht der Leser Bekanntschaft mit der Gelben Armee (die „Gelben“), die im Comic stets die modernsten Waffen besitzt und die Überhand im Krieg zu haben scheint. Durch Beobachtungen der beiden Roten Soldaten stellt sich heraus, dass keine der Fraktionen weiß, wie man aus der zerstörten Stadt wieder herauskommt. In #15. werden Sniper und Pyro von Soldaten der Gelben Armee gefangen genommen und verhört. Allerdings wissen die beiden keine Antwort auf die Frage, wie man aus der Stadt entkommen kann, weshalb sie den Gelben eine gefälschte Wegbeschreibung unterzujubeln versuchen. Als die zwei Roten auffliegen, werden sie in letzter Sekunde von Soldaten der Roten Armee gerettet.
Durch die Wiedervereinigung mit der Armee ist den zwei Roten zwar nicht mehr langweilig, ihren Zeitvertreib gestalten sie aber weiterhin zur persönlichen Belustigung.

## Charaktere und Begriffe

### Pyro
Pyro ist ein Soldat der Roten Armee, dessen Fachgebiete explosive Munition und Brandwaffen sind. Er ist für seine Risikobereitschaft bekannt und tötet feindliche Soldaten nur aus Spaß. Aufgrund seines hohen Body Counts wird er später zum Gruppenleiter seiner Division erklärt.

### Sniper
Sniper ist ebenso Soldat der Roten Armee, seine Waffe ist ein Scharfschützengewehr. Er ist für seine gemäßigte, logisch denkende Art bekannt. Dennoch lässt er sich von Pyro oft zu Wetten hinziehen, die er fast immer verliert.

### Rote Armee
Die Rote Armee scheint eine vom Equipment her eher unterlegene Fraktion zu sein. Diese Unterlegenheit machen ihre Mitglieder meist aber mit intelligenter Taktik (und Glück) wieder wett. Insbesondere im Kampf gegen die Blaue Armee stechen die Roten häufig als Sieger heraus. Neben den Protagonisten Pyro und Sniper sind weitere Charaktere wie Idaho, Porter und Paul bekannt, die aber kaum eine Rolle in der Handlung spielen.

### Blaue und Gelbe Armee
Die Blaue Armee lässt sich als recht schwach trainiert charakterisieren. Zumindest scheinen ihre Mitglieder wenig Ahnung vom Gefecht zu haben – meistens sterben ihre Mitglieder nach ihrer Vorstellung noch in derselben Kurzgeschichte. Lediglich in der Materialfrage sind sie der Roten Armee überlegen.
Die Gelbe Armee scheint die dominierende Kraft im Krieg zu sein. Nicht nur besitzen sie augenscheinlich das beste Equipment, ihre Mitglieder sind ähnlich gut wie die der Roten trainiert. Im Comic finden die Roten dennoch oft durch Glück oder ihre skurrilen Pläne einen Weg, die Oberhand über die Gelben zu gewinnen.